# Presidente do Quirguistão
O Presidente da República Quirguiz é o chefe de Estado e o mais alto cargo público do Quirguistão. De acordo com a constituição quirguiz o presidente "é o símbolo da união do povo e do poder do Estado, responsável por garantir a Constituição da República Quirguiz, e de cada indivíduo e cidadão."
O presidente é eleito diretamente para um máximo de dois mandatos de cinco anos pelo eleitorado quirguiz. O cargo foi criado em 1990, substituindo o cargo de Primeiro Secretário do Comitê Central do Partido Comunista, que existia desde 1936, quando o país ainda era uma república soviética.
O primeiro presidente a ser eleito pelo voto popular a ocupar o cargo foi Askar Akayev, que foi derrubado na ''Revolução das Tulipas'' em 2005. Novas eleições realizadas em julho daquele ano deram um mandato de cinco anos a Kurmanbek Bakiyev, criando assim a primeira sucessão presidencial na história da Ásia Central.

## Eleição

### Qualificações
O cargo de presidente está aberto a todos os cidadãos do Quirguistão que tenham entre 35 e 65 anos de idade. O candidato deve dominar a língua estatal, e ter vivido na República por não menos que 15 anos antes da sua candidatura. O presidente não pode ser um deputado do Jogorku Kenesh (Parlamento Quirguiz), nem ocupar outros cargos políticos ou realizar quaisquer atividades empresariais, e deve suspender todas suas atividades em partidos políticos e organizações durante seu período no cargo.
Ao tomar posse o presidente deve pronunciar o seguinte juramento, estipulado pelo artigo 45 da constituição, num período de 30 dias ou menos desde sua eleição, para os membros reunidos da câmara legislativa:
| “ | "Eu, ..., ao assumir o cargo de Presidente da República Quirguiz, diante de meu Povo e da terra sagrada de Ala-Tu, juro: cumprir e defender sagradamente a Constituição e as leis da República Quirguiz; defender a soberania e a independência do Estado Quirguiz; respeitar e garantir os direitos e liberdades de todos os cidadãos da República Quirguiz; executar honrada e incansavelmente a grande responsabilidade do cargo da Presidência da República Quirguiz, entegue a mim através da confiança de todo o Povo!" | ” |

### Lei eleitoral
O presidente é eleito pelos cidadãos do Quirguistão pela maioria de votos; estas eleições são realizadas com base no sufrágio universal, e através do voto secreto. Para se tornar um candidato a pessoa deve obter as assinaturas de cinquenta mil eleitores registrados.
Para que uma eleição seja considerada válida a taxa de abstenção deve ser menor que 50% do total de eleitores. O candidato que conseguir o apoio de pelo menos 50% destes eleitores é declarado o vencedor; se nenhum candidato obtiver uma maioria no primeiro turno, os dois candidatos com o maior número de votos disputam um eventual segundo turno.

## Deveres e funções
O chefe de Estado detém um poder significativo no Quirguistão, outorgado pela constituição, que declara sua autoridade para:
- Indicar o primeiro-ministro e outros membros do governo;
- Apresentar ao parlamento os candidatos para cargos na Suprema Corte;
- Conduzir a política externa do país;
- Apresentar e assinar leis;
- Anunciar todas as eleições e promulgar decretos;
- Ser o Comandante-em-Chefe das Forças Armadas do Quirguistão.

## Impeachment
O presidente pode ser removido do cargo através apenas do parlamento, com base numa acusação feita pela Assembleia Legislativa de traição ao Estado ou algum outro crime hediondo, e com apoio de um decreto do Tribunal Constitucional. Tal decisão exige o apoio de dois terços do Jogorku Kenesh - que por sua vez é imediatamente dissolvido se o presidente for considerado inocente.

## Sucessão
Se o presidente não puder realizar mais suas funções por motivos de doença ou impeachment, ou se vier a falecer no cargo, o primeiro-ministro deverá realizar suas funções até a realização de uma nova eleição para chefe de Estado, a ser realizada num período de três meses a partir do fim da presidência anterior.